# Miara doskonała
Miara doskonała – miara skończona, która w pewnym sensie może być opisana przez wartości na przeciwobrazach borelowskich podzbiorów prostej poprzez funkcje mierzalne. Miary doskonałe są obiektami porządnymi z punktu widzenia teorii miary; pojawiają się często w kontekście całkowania funkcji o wartościach w przestrzeniach funkcyjnych (np. w przestrzeniach Banacha).

## Definicja formalna
Niech {\displaystyle (\Omega ,{\mathcal {A}},\mu )} będzie przestrzenią z miarą. Miarę {\displaystyle \mu } nazywa się doskonałą, gdy dla każdej funkcji mierzalnej (borelowskiej) {\displaystyle f\colon \Omega \to \mathbb {R} } oraz każdego zbioru {\displaystyle F\subseteq \mathbb {R} } takiego, że {\displaystyle f^{-1}(F)\in {\mathcal {A}}} istnieje zbiór borelowski {\displaystyle B\subseteq \mathbb {R} } taki, że
{\displaystyle \mu (f^{-1}(F))=\mu (f^{-1}(B)).}

## Własności
- Każda skończona miara Radona jest doskonała.
- Jeśli {\displaystyle \mu } jest miarą doskonałą oraz zbiór {\displaystyle A} jest {\displaystyle \mu }-mierzalny i miary dodatniej, to {\displaystyle \mu |_{A}} jest również doskonała.
- Jeśli {\displaystyle \mu } jest miarą doskonałą na przestrzeni {\displaystyle \Omega } oraz {\displaystyle T} jest ośrodkową przestrzenią metryczną, to dla każdej funkcji borelowskiej {\displaystyle f\colon \Omega \to T} oraz każdego zbioru {\displaystyle F\subseteq T} takiego, że {\displaystyle f^{-1}(F)\in {\mathcal {A}}} istnieje zbiór borelowski {\displaystyle B\subseteq T} taki, że

{\displaystyle \mu (f^{-1}(F))=\mu (f^{-1}(B)).}